# Srbce
Srbce település Csehországban, a Prostějovi járásban. Srbce Vitčice, Dřínov és Pavlovice u Kojetína településekkel határos. Lakosainak száma 78 fő (2024. január 1.).

## Népesség
A település lakosságának változását az alábbi diagram mutatja:
| Lakosok száma | 144  | 173  | 159  | 121  | 98   | 91   | 88   | 86   | 84   | 78   |
|               | 1869 | 1890 | 1921 | 1950 | 1980 | 2001 | 2017 | 2019 | 2022 | 2024 |